# Dalsland
Dalsland è una provincia storica (landskap) della Svezia sud-occidentale. Confina con la provincia di Bohuslän a sudovest, lo Stato della Norvegia a ovest, la provincia storica di Värmland a nord e nordest, il lago Vänern a est e il Västergötland a est e sud.

## Contee
Le province attualmente non hanno funzioni amministrative in Svezia, oggi assunte dalle contee (län). La contea di Västra Götaland, istituita nel 1999, comprende gran parte della provincia storica del Dalsland, con l'eccezione della regione più settentrionale chiamata Dalboredden che fa parte, a livello amministrativo, della contea di Värmland.

## Città
Storicamente la provincia era costituita da un'unica città, Åmål (elevata a tale status nel 1643) e cinque centene chiamate Nordal, Sundal, Tössbo, Valbo e Vedbo. Le centene (härad) erano suddivisioni amministrative delle province svedesi utilizzate fino agli inizi del XX secolo.